# The Chorus Girl (film 1912)
The Chorus Girl è un cortometraggio muto del 1912 diretto da Phillips Smalley.

## Trama
Per un equivoco, la moglie di un medico crede che il marito abbia un appuntamento con una chorus girl. Volendo smascherarlo, si veste come una ballerina, decisa a prendere in fallo il coniuge e sorprenderlo sul fatto. Mentre si sta recando al ballo dove dovrebbe aver luogo l'appuntamento, ha però un incidente e viene soccorsa da Jack che chiama un medico. Il dottore, amico di Jack, non è altri che il marito inconsapevole, che - ancora ignaro - si trova in quel guaio solo perché ha imprestato del denaro a Jack, ricevendone in cambio una ricevuta scritta su un foglio di carta su cui era riportato l'appuntamento incriminato di cui, lui, in realtà, non sa nulla.

## Produzione
Il film fu prodotto dalla Crystal Film Company.

## Distribuzione
Distribuito dalla Universal Film Manufacturing Company, il film - un cortometraggio di 150 metri - uscì nelle sale cinematografiche USA il 17 novembre 1912. Nelle proiezioni, veniva programmato con il sistema dello split reel, accorpato in un'unica bobina con un altro cortometraggio prodotto dalla Crystal, Her Old Love.